# Giuseppe Valenti (militare)
Giuseppe Valenti (Terranova di Sicilia, 5 novembre 1899 – Guadalajara, 11 marzo 1937) è stato un militare e carabiniere italiano, decorato di Medaglia d'oro al valor militare alla memoria nel corso della guerra di Spagna.

## Biografia
Nacque a Terranova di Sicilia, provincia di Caltanissetta il 5 novembre 1899, figlio di Giuseppe e Vincenza Risi. Proveniente da una famiglia di agricoltori, fu arruolato nel Regio Esercito per svolgere il servizio militare di leva, assegnato all'arma di artiglieria, e prestando servizio in un reggimento di artiglieria da campagna. Successivamente si arruolò nell'arma dei carabinieri. Dopo lo scoppio della guerra di Spagna, il 17 febbraio 1937 si arruolò volontario, come semplice camicia nera, nella Milizia Volontaria Sicurezza Nazionale venendo assegnato alla 166ª Legione CC.NN. Il 17 febbraio partì dal porto di Gaeta per la Spagna a bordo del piroscafo Sardegna, assegnato al I Battaglione. In forza alla 724ª "Bandera Inflessibile" rimase ucciso in combattimento a Guadalajara il 21 settembre 1937. Per onorarne il coraggio fu decretata la concessione della Medaglia d'oro al valor militare alla memoria con Regio Decreto 12 luglio 1940.

### Fonti
1. 1 2  Gruppo Medaglie d'Oro al Valor Militare 1965, p. 332.
2. 1 2 3 4  Combattenti Liberazione.
3. ↑  Gela Beni Culturali.
4. ↑  Sito web del Quirinale: dettaglio decorato.
5. ↑  Registrato alla Corte dei conti lì 3 agosto 1940, guerra registro 28, foglio 352.